# Hockey sur gazon aux Jeux olympiques d'été de 1996
Navigation
Barcelone 1992 Sydney 2000
Résultats du tournoi Olympique de Hockey sur gazon lors des Jeux olympiques d'été de 1996 à Atlanta.

## Podium masculin
| Or     | Pays-Bas Jacques Brinkman, Floris Jan Bovelander, Maurits Crucq, Marc Delissen, Jeroen Delmee, Taco van den Honert, Erik Jazet, Ronald Jansen, Leo Klein Gebbink, Bram Lomans, Teun de Nooijer, Wouter van Pelt, Stephan Veen, Guus Vogels, Tycho van Meer, Remco van Wijk. |
| Argent | Espagne Jaime Amat, Pablo Amat, Javier Arnau, Jordi Arnau, Oscar Barrena, Ignacio Cobos, Juan Dinarés, Juan Escarré, Xavier Escudé, Juantxo García-Mauriño, Antonio González, Ramón Jufresa, Joaquín Malgosa, Victor Pujol, Ramón Sala, Pablo Usoz.                         |
| Bronze | Australie Mark Hager, Stephen Davies, Baeden Choppy, Lachlan Elmer, Stuart Carruthers, Grant Smith, Damon Diletti, Lachlan Dreher, Brendan Garard, Paul Gaudoin, Paul Lewis, Matthew Smith, Jay Stacy, Daniel Sproule, Ken Wark, Michael York.                              |

## Podium féminin
| Or     | Australie Michelle Andrews, Alyson Annan, Louise Dobson, Renita Farrell, Juliet Haslam, Rechelle Hawkes, Clover Maitland, Karen Marsden, Jenny Morris, Nova Peris-Kneebone, Jackie Pereira, Katrina Powell, Lisa Powell, Danni Roche, Kate Starre, and Liane Tooth.                                             |
| Argent | Corée du Sud Jae-Sook You, Jeong-Sook Lim, Seung-Shin Oh, Hyun-Jung Woo, Eun-Young Lee, Eun-Kyung Lee, Ji-Young Lee, Myung-Ok Kim, Chang-Sook Kwon, Soo-Hyun Kwon, Mi-Soon Choi, Young-Sun Jeon, Deok-San Jin, Eun-Jung Chang, Eun-Jung Cho, Eun-Kyung Choi.                                                    |
| Bronze | Pays-Bas Suzanne Plesman, Dillianne van den Boogaard, Florentine Steenberghe, Willemijn Duyster, Mijntje Donners, Fleur van de Kieft, Nicole Koolen, Jeannette Lewin, Wietske de Ruiter, Ellen Kuipers, Margje Teeuwen, Carole Thate, Jacqueline Toxopeus, Stella de Heij, Noor Holsboer, Suzan van der Wielen. |